# Apple Watch Series 8
Apple Watch Series 8（アップルウォッチ シリーズエイト）は、Appleが開発・販売していたスマートウォッチ。Apple Watchの第9世代目にあたる。2022年9月8日に発表され、2022年9月16日に発売された。

## 概要
Apple Watch Series 8は、2022年9月8日に開催されたApple Special Eventで発表された。皮膚温センサーや、自動車での衝突事故検知などの搭載に加え、バッテリーライフの向上などもされた。発売目前にGPS+Cellularモデルの発売日の変更が携帯大手各社で相次ぎ、KDDI、ドコモ、ソフトバンクは1日遅れとなる9月17日、楽天モバイルは9月18日になった。

## 仕様
チップは64ビットデュアルコアプロセッサ搭載のS8 SiPが搭載されており、またW3チップとU1チップの搭載は前世代同様である。通信方式はBluetooth 5.0から5.3に進化したのみで、GPSモデルとGPS+Cellularモデルの2種販売も変わっていない。また、同梱物も変わっていない。